# حرامية في تايلاند (فلم)
حرامية في تايلاند هو فيلم كوميدي رومانسي مصري، من إنتاج عام 2003.

## قصة الفيلم
هيما (كريم عبد العزيز) شاب مشتت يعيش حياته بطريقة غير منظمة يعمل كموظف في شركة كهرباء.. وفي ظل حياته المشتتة هذه يظهر له بريق أمل في ظهور شقيق له (ماجد الكدواني) أو فطين كان لا يعلم عنه شيئا ورغم أنه لم يطق أن يعيش أحد معه إلا أنه استسلم للأمر الواقع ويعيشان سويا.. ومن جهة أخرى تقع حنان (حنان ترك) جارته في حبه ولكن هيما يستغل الأثنين في تنفيذ عملية سرقة في تايلاند.

## بطولة
| - كريم عبد العزيز: إبراهيم - حنان ترك: حنان - ماجد الكدواني: فطين - لطفي لبيب:الإكسلانس - طلعت زكريا:الديزل - محمد شرف:سارق اللوحة - أحمد حلاوة:عمر - سيد عبد الكريم:أبو حنان | - سليمان عيد: سليمان عيد - خالد جلال: زميل إبراهيم - محسن منصور:خليل - إبراهيم أبو العطا:حسنين - جمال حجازي - أمير شاكر :راكب الطيارة - محسن بركات - حسن جوده | - أحمد الحلواني - تغريد البشبيشي - عمرو بجة - سحر عبد الحميد:زوجة حسنين - حسن أبو علي - إبراهيم عمران - جمال عجمي |

## فريق العمل
- إخراج: ساندرا نشأت
- تأليف: نبيل أمين
- إنتاج: اوسكار للإنتاج الفني والتوزيع، وائل عبد الله.
- موسيقى تصويرية: مودي الإمام
- مونتاج: خالد مرعي
- تصوير: إيهاب محمد علي